# Necropoli

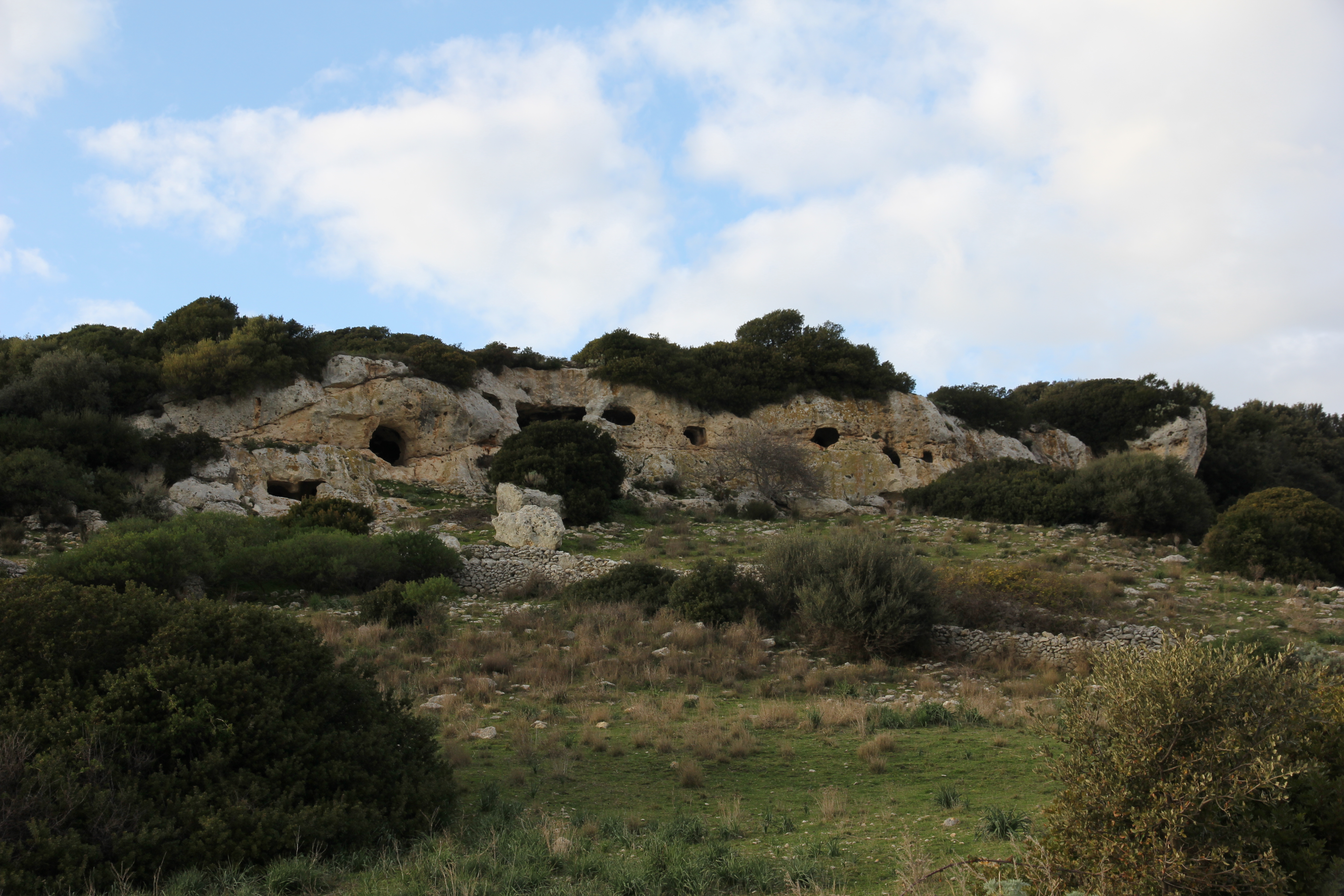
La necropoli di Mesu 'e Montes, in territorio di Ossi

In archeologia la necropoli (dal greco nekros, morto e polis, città) designa un agglomerato di tombe, disposte sovente in modo disordinato, ma talvolta integrate in un complesso di tipo urbanistico.
Il termine, corrispettivo del moderno cimitero, viene generalmente utilizzato per indicare i luoghi di sepoltura vicini ai centri antichi.
L'architettura tombale e le caratteristiche sepolcrali presentano differenze a seconda delle epoche, delle civiltà e delle credenze religiose dei popoli, che hanno influenzato il tipo cimiteriale.
Nei luoghi a lunga frequentazione possono coesistere differenti sepolture di diversi tipi, spesso connesse tra loro: è il caso del cimitero del Dipylon ad Atene, che presenta esempi di tombe che vanno dall'età geometrica greca al periodo ellenistico.
Notevoli esempi di «città dei morti» progettate come complessi architettonici di tipo urbanistico sono le necropoli etrusche, tra le quali sono famose quella di Tarquinia e la necropoli della Banditaccia a Cerveteri.
Di particolare importanza per la conoscenza della civiltà egizia sono i siti archeologici della necropoli di Saqqara, quella reale di Giza e quella della valle dei Re presso Tebe.
Altri esempi famosi sono la necropoli degli Alyscamps ad Arles ed i monumenti funerari romani dell'Appia Antica. Esempio in Italia di importantissima necropoli del Neolitico è quella di Pantalica (Sortino).

## Bibliografia

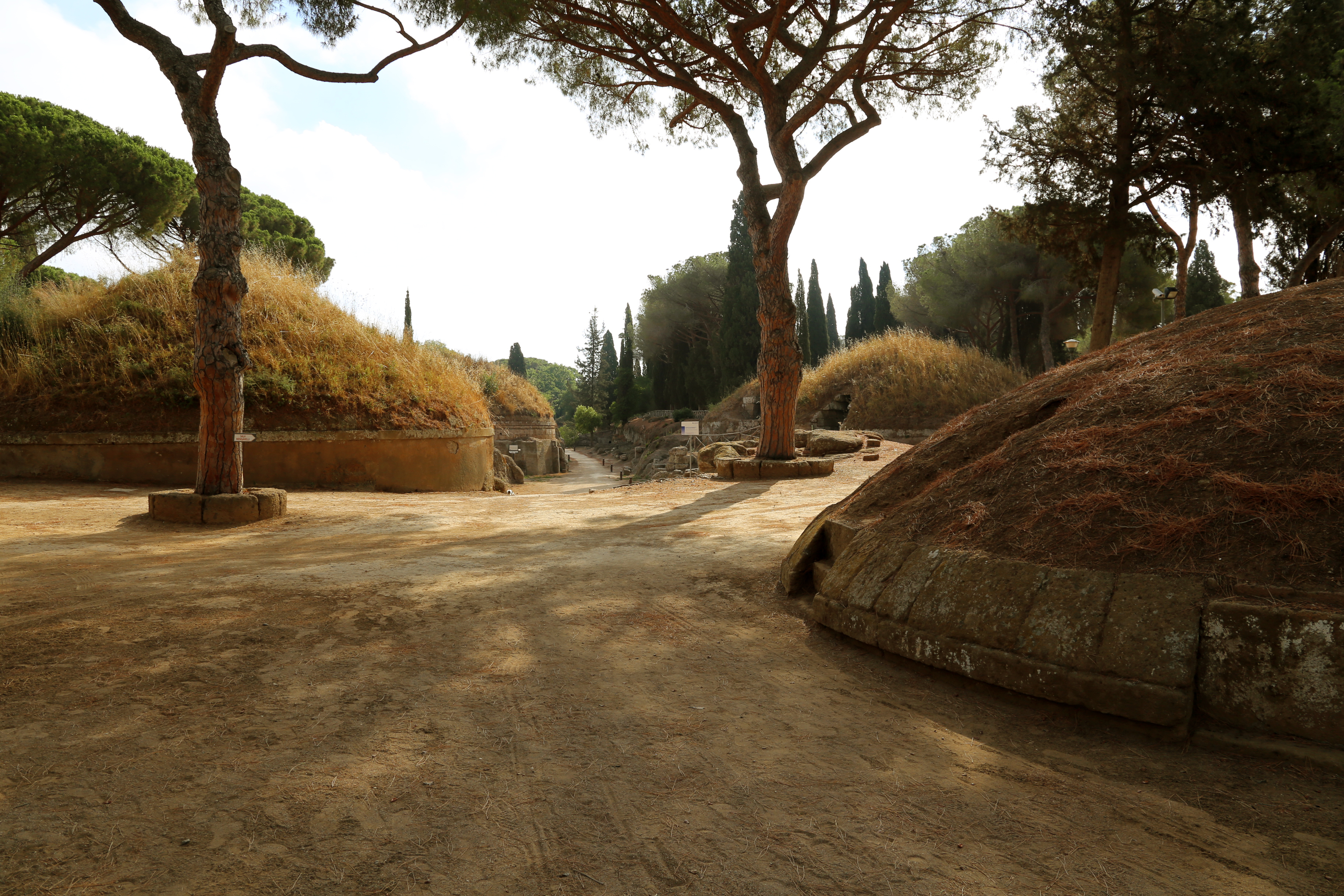
La necropoli della Banditaccia. La via degli inferi